# História antropométrica
A história antropométrica é o estudo da história da altura e do peso humanos. Ela tem raízes históricas. Na década de 1830, Adolphe Quetelet e Louis R. Villermé estudaram a estatura física das populações. Na década de 1960, historiadores franceses analisaram a relação entre variáveis socioeconômicas e altura humana. A história antropométrica foi estabelecida como campo de estudo no final da década de 1970, quando os historiadores econômicos Robert Fogel, John Komlos, Richard Steckel e outros acadêmicos começaram a estudar a história da estatura física humana e sua relação com o desenvolvimento econômico. Um ramo da cliometria, usa tendências e padrões transversais na estatura física humana para entender os processos históricos.